# Phyllobacteriaceae
Phyllobacteriaceae es una familia de bacterias que comprende nueve géneros. El más común de ellos es Mesorhizobium que contiene algunas especies de rizobios.
- Datos: Q2025173
- Multimedia: Phyllobacteriaceae / Q2025173
- Especies: Phyllobacteriaceae